# Dvorec Kot
Dvorec Kot (nemško Winckel) stoji v naselju Trstenik v občini Šentrupert.

## Zgodovina
Dvorec Kot je prvič omenjen leta 1335. Danes je predelan v stanovanjsko hišo.